# レムコ・エヴェネプール
レムコ・エヴェネプール（Remco Evenepoel、2000年1月25日 – )は、ベルギー、フランドル地方・スケープダール出身の自転車競技（ロードレース）選手。

## 来歴
父親のパトリック・エヴェネプールもグランプリ・ド・ワロニー優勝、ブエルタ・ア・エスパーニャ完走の実績を持つ元自転車競技（ロードレース）選手であった。
5歳からサッカーを始め、U15ベルギー代表のキャプテンを務めるなどサッカー選手として有望なキャリアを送るが、2017年4月に怪我が原因でサッカーを辞め、自転車競技に転向。
2018年にはクールネ〜ブリュッセル〜クールネ・ジュニアを制するなど頭角を現し、ジュニアのステージレースで次々と総合優勝を果たす。世界選手権ではジュニアのロードレースとタイムトライアルの二冠を達成した。
2019年、ドゥクーニンク・クイックステップでプロデビュー。バロワーズ・ベルギー・ツアーでプロ初勝利。クラシカ・サンセバスティアンでクラシックレース初出場、初勝利。これは史上3番目の若さでのクラシック勝利となった。
2020年、出場した4つのステージレース全てで総合優勝を果たした後、出場したイル・ロンバルディアで下りの急カーブを曲がり切れず、橋の側壁に衝突。数メートルの高さから投げ出され骨盤骨折と右肺挫傷の重傷を負い、年内は治療に専念することとなった。
2021年、グランツール初出場となるジロ・デ・イタリアで復帰。しかし第17ステージ後半で落車に巻き込まれ、ゴールはしたものの、怪我の影響によりリタイアとなった。
2022年、リエージュ〜バストーニュ〜リエージュ に優勝、モニュメント初制覇。ブエルタ・ア・エスパーニャの総合優勝を果たしグランツール初制覇、またヤングライダー賞も手に入れる。さらに世界選手権自転車競技大会男子ロードレース優勝を果たし世界チャンピオンとなった。

## 主な成績

### 2017年
- ラ・フィリップ・ジルベール・ジュニア　優勝
- La Route des Géants　優勝
- Aubel–Thimister–La Gleize
  -  ポイント賞
  - 区間優勝（第2bステージ）

### 2018年
- 世界選手権自転車競技大会ロードレース
  -  男子ジュニア個人ロードレース　優勝
  -  男子ジュニア個人タイムトライアル　優勝
- ヨーロッパ選手権
  -  ジュニア個人ロードレース　優勝
  -  ジュニア個人タイムトライアル　優勝
- ベルギー選手権
  -  ジュニア個人ロードレース　優勝
  -  ジュニア個人タイムトライアル　優勝
- ジロ・デッラ・ルニギアナ
  -  総合優勝
  -  ポイント賞
  -  山岳賞
  - 区間優勝（第1, 2ステージ）
- クルス・ド・ラ・ペイ・ジュニア
  -  総合優勝
  -  ポイント賞
  -  山岳賞
  - 区間優勝（第2a(ITT), 4ステージ）
- GP Général Patton
  -  総合優勝
  -  ポイント賞
  -  山岳賞
  - 区間優勝（第1, 2ステージ）
- Aubel–Thimister–Stavelot
  -  総合優勝
  -  ポイント賞
  -  山岳賞
  - 区間優勝（第3ステージ）
- Trophée Centre Morbihan
  -  総合優勝
  -  ポイント賞
  - 区間優勝（第1ステージ）
- クールネ〜ブリュッセル〜クールネ・ジュニア　優勝
- Guido Reybrouck Classic　優勝

### 2019年
- ブエルタ・ア・サンフアン
  -  ヤングライダー賞
- バロワーズ・ベルギー・ツアー
  -  総合優勝
  -  ポイント賞
  - 区間優勝（第2ステージ）
- アドリアティカ・イオニカレース（英語版） 区間優勝（第3ステージ）
- クラシカ・サンセバスティアン 優勝
- ヨーロッパ選手権　 優勝（個人タイムトライアル）

### 2020年
- ブエルタ・ア・サンフアン
  -  総合優勝
  -  ヤングライダー賞
  - 区間優勝（第3ステージ・個人タイムトライアル）
- ヴォルタ・アン・アルガルヴェ
  -  総合優勝
  -  ヤングライダー賞
  - 区間優勝（第2ステージ、第5ステージ・個人タイムトライアル）
- ブエルタ・ア・ブルゴス
  -  総合優勝
  -  ヤングライダー賞
  - 区間優勝（第3ステージ）
- ツール・ド・ポローニュ
  -  総合優勝
  - 区間優勝（第4ステージ）

### 2021年
- バロワーズ・ベルギー・ツアー
  -  総合優勝
  - 区間優勝（第2ステージ・個人タイムトライアル）
- ツアー・オブ・デンマーク
  -  総合優勝
  -  ヤングライダー賞
  - 区間優勝（第3ステージ、第5ステージ・個人タイムトライアル）
- ドライヴェンクルス・オヴェライス 優勝
- ブリュッセル・サイクリング・クラシック 優勝
- コッパ・ベルノッキ 優勝

### 2022年
- ボルタ・ア・ラ・コムニタ・バレンシアナ  ヤングライダー賞（第1ステージ優勝）
- ヴォルタ・アン・アルガルヴェ
  -  総合優勝
  -  ヤングライダー賞
  - 区間優勝（第4ステージ・個人タイムトライアル）
- イツリア・バスク・カントリー  ヤングライダー賞
- リエージュ〜バストーニュ〜リエージュ 優勝
- ツアー・オブ・ノルウェー  総合優勝、 ヤングライダー賞（第1、3、5ステージ優勝）
- ツール・ド・スイス 区間優勝（第8ステージ・個人タイムトライアル）
- ベルギー選手権　個人タイムトライアル 優勝
- クラシカ・サンセバスティアン 優勝
- ブエルタ・ア・エスパーニャ
  -  総合優勝
  - ヤングライダー賞
  - 区間優勝2回（第10ステージ・個人タイムトライアル、第18ステージ優勝）
- 世界選手権自転車競技大会ロードレース
  -  男子エリートロードレース 優勝

### 2023年
- UAEツアー  総合優勝、 ヤングライダー賞（第2ステージ・チームタイムトライアル優勝）
- ボルタ・ア・カタルーニャ  山岳賞、 ヤングライダー賞（第3、7ステージ優勝）
- リエージュ〜バストーニュ〜リエージュ 優勝
- ジロ・デ・イタリア 区間優勝（第1ステージ・個人タイムトライアル、第9ステージ・個人タイムトライアル）
- ツール・ド・スイス 区間優勝（第7ステージ）
- ベルギー選手権　個人ロードレース 優勝
- クラシカ・サンセバスティアン 優勝
- 世界選手権自転車競技大会ロードレース
  -  個人タイムトライアル 優勝
- ブエルタ・ア・エスパーニャ
  -  山岳賞
  - 区間優勝3回（第3、14、18ステージ）

### 2024年
- フィゲイラ・チャンピオンズ・クラシック（英語版） 優勝
- ヴォルタ・アン・アルガルヴェ  総合優勝（第4ステージ・個人タイムトライアル優勝）
- パリ〜ニース  山岳賞、 ポイント賞（第8ステージ優勝）
- クリテリウム・デュ・ドーフィネ 区間優勝（第4ステージ・個人タイムトライアル）
- ツール・ド・フランス  ヤングライダー賞、総合3位（第7ステージ・個人タイムトライアル優勝）
- パリオリンピック
  - 個人タイムトライアル  優勝
  - 個人ロードレース  優勝
- 世界選手権自転車競技大会ロードレース
  -  個人タイムトライアル 優勝

### 2025年
- ブラバンツ・パイル 優勝
- ツール・ド・ロマンディ 区間優勝（第5ステージ・個人タイムトライアル）
- クリテリウム・デュ・ドーフィネ 区間優勝（第4ステージ）
- ベルギー選手権　個人タイムトライアル 優勝
- ツール・ド・フランス 区間優勝（第5ステージ・個人タイムトライアル）